# Napoleone Vittorio Bonaparte
Napoleone Vittorio Bonaparte, nome completo Napoleone Vittorio Gerolamo Federico Bonaparte (Parigi, 18 luglio 1862 – Bruxelles, 3 maggio 1926), fu un principe francese della Casa Bonaparte, pretendente al trono imperiale di Francia dal 1879 alla sua morte.
In quanto figlio della principessa Maria Clotilde di Savoia, fu nipote di Vittorio Emanuele II di Savoia, re d'Italia.

## Biografia

### Infanzia

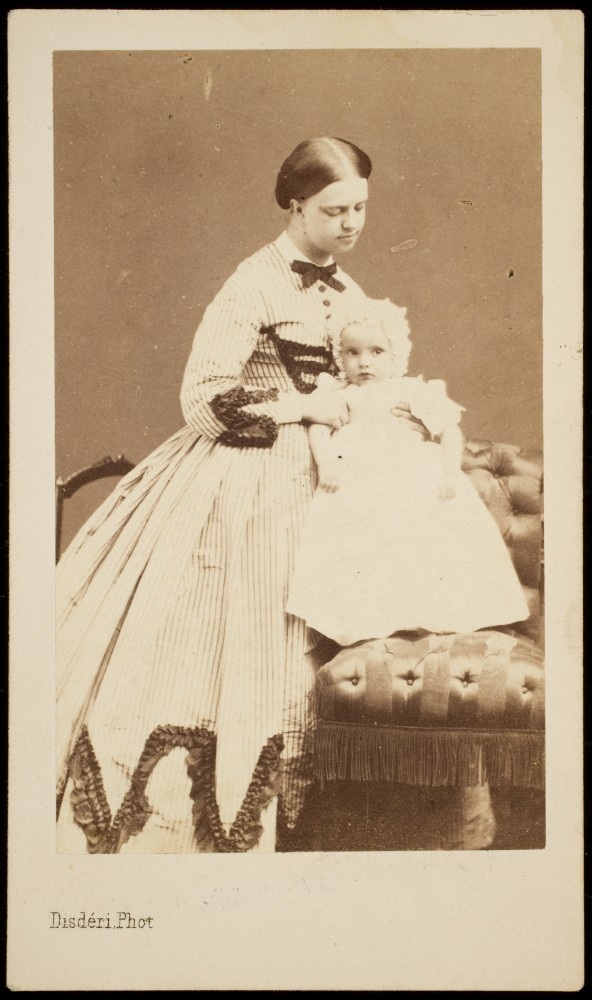
La principessa Maria Clotilde di Savoia fotografata con il figlio Napoleone Vittorio in tenera età

Era figlio del principe Napoleone Giuseppe Carlo Paolo Bonaparte (1822 – 1891) e della principessa Maria Clotilde di Savoia (1843 – 1911), nipote quindi del re Vittorio Emanuele II di Savoia
Al momento della sua nascita Napoleone Vittorio era terzo in linea di successione al trono di Francia, dopo suo padre e il principe imperiale Napoleone Eugenio Luigi. L'Impero però ebbe fine nel 1870 con l'abdicazione di Napoleone III.

### Capo del Casato dei Bonaparte

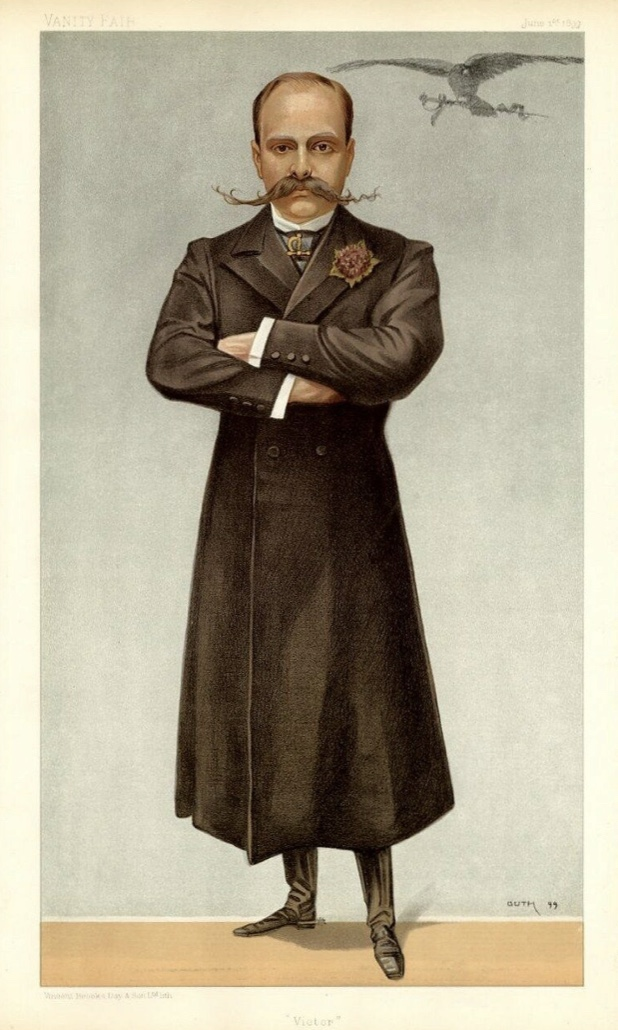
Vittorio, principe Napoleone in una caricatura del 1899 apparsa sulla rivista Vanity Fair

Napoleone Vittorio divenne, alla morte del padre avvenuta nel 1891, capo del casato dei Bonaparte, nonostante il fatto che il fratello minore, il principe Luigi Napoleone (1864 – 1932), colonnello presso la Guardia imperiale russa, fosse preferito come Capo della Famiglia, da numerosi bonapartisti.
Già Napoleone Eugenio Luigi, morto nel 1879, aveva nominato Vittorio suo successore, escludendo il principe Giuseppe, padre di Vittorio e precedente nella linea di successione. Per questo motivo Vittorio e il padre entrarono in lite, troncando ogni legame tra loro.
Quando nel 1886 la Repubblica francese esiliò tutti i Principi della dinastia Bonaparte, Vittorio lasciò la Francia e si stabilì in Belgio.

### Terza repubblica

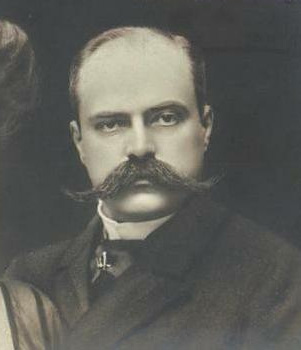
Napoléon Victor Bonaparte in una fotografia d'epoca

La Francia si trovava, all'indomani della guerra franco-prussiana conclusasi nel 1871, in una situazione interna molto instabile, a causa dei contrasti tra repubblicani e monarchici. La minaccia di un colpo di Stato era incombente.

Quando morì improvvisamente il presidente della Repubblica francese Félix Faure, nel 1899, in concomitanza con il famoso Affare Dreyfus, si toccò l'apice dell'instabilità.
In questo clima ci fu un buon numero di fazioni politiche che tentarono di avvantaggiarsi dei disordini e il principe Vittorio annunciò, a una delegazione inviatagli dagli Imperialisti, che avrebbe tentato, se il momento favorevole si fosse presentato, di ripristinare l'Impero. Avendo questo obiettivo dichiarò anche di volersi mettere a capo del movimento con il fratello minore, il principe Luigi, il quale avrebbe portato alle forze bonapartiste i suoi talenti militari conseguiti al servizio dell'Armata russa.

Pure il duca di Orléans, Luigi Filippo Roberto d'Orléans, pretendente anch'egli al trono di Francia, disse di avere delle forze pronte ad attraversare il confine francese per unirsi a quelle bonapartiste.
Ma alla fine il colpo di Stato non ebbe luogo e la Terza Repubblica sopravvisse a questa, che fu considerata la sua più grave crisi.

### Matrimonio

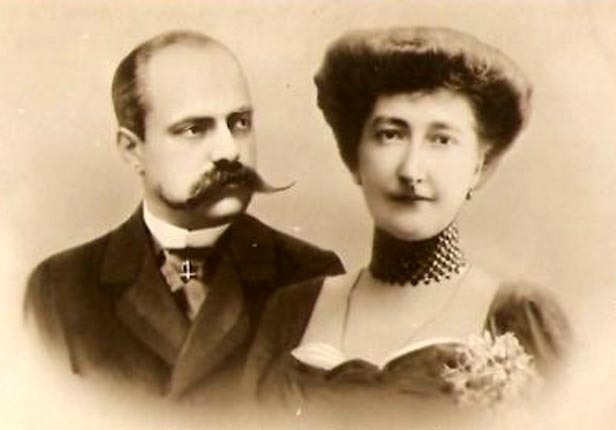
Clementina del Belgio e Napoleone Vittorio Bonaparte

Il 14 novembre 1910 Vittorio sposò, in Italia, a Moncalieri, la principessa Clementina del Belgio (1872 – 1955), figlia cadetta del re dei belgi Leopoldo II (1835 – 1909) e della regina Maria Enrichetta d'Asburgo-Lorena (1836 – 1902).
Nonostante Napoleone Vittorio e Clementina fossero molto innamorati, per potersi sposare dovettero attendere la morte del padre di lei. Il dispotico e intollerante Leopoldo II fu infatti molto contrariato dalle scelte matrimoniali delle figlie. Le due maggiori Luisa Maria e Stefania furono diseredate entrambe per avere fatto scelte a lui non gradite.
Nel caso di Clementina invece l'opzione non venne approvata, per non danneggiare i rapporti politici tra il Belgio e la Francia.
La coppia, dopo le nozze, continuò a risiedere in Belgio, a Bruxelles, perché la Repubblica francese non autorizzò il pretendente al trono a vivere in Francia.
Il principe Vittorio e Clementina furono molto uniti e il loro matrimonio fu allietato dalla nascita di due figli.

### Ultimi anni e morte

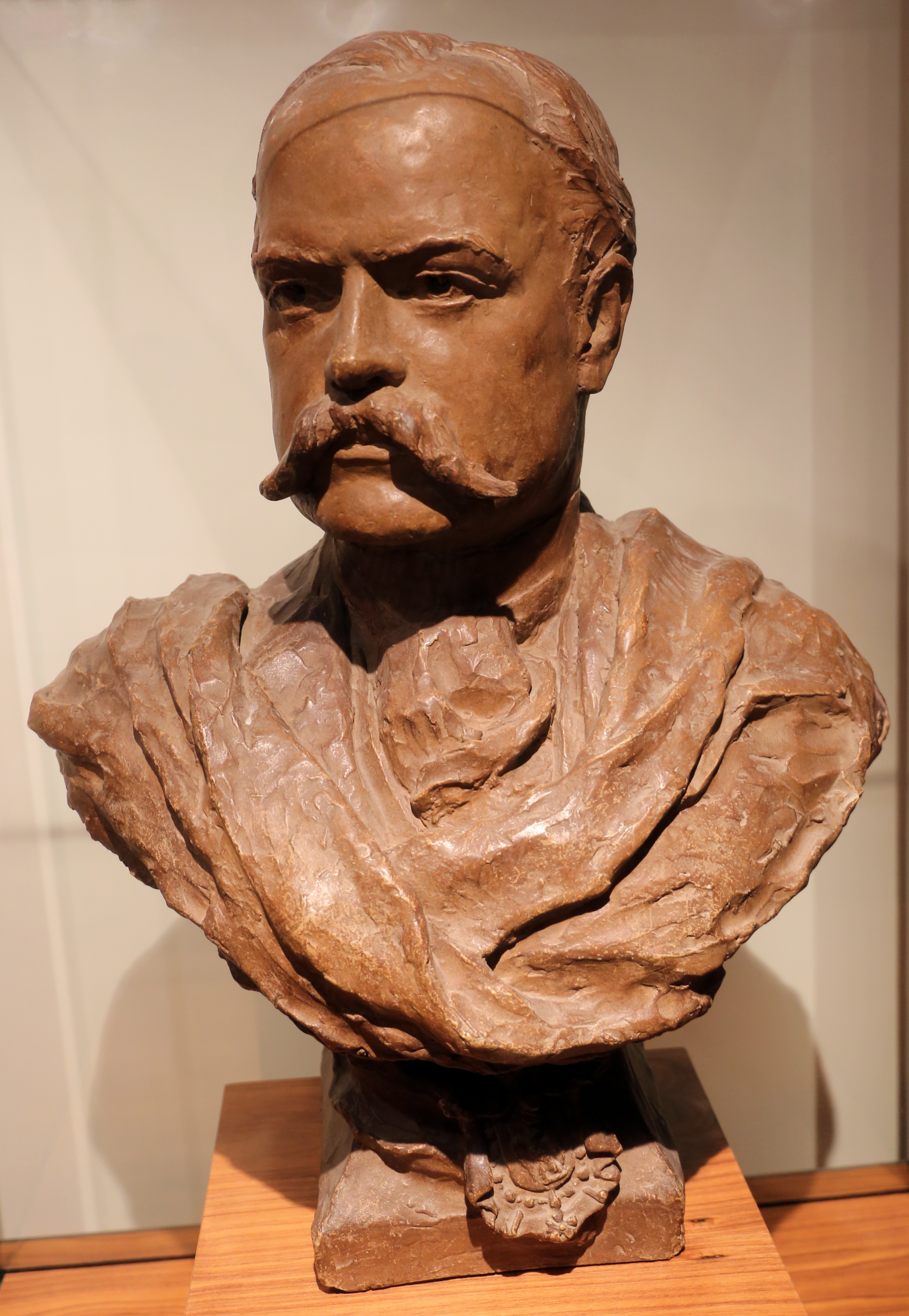
Busto del Principe Napoleone nel Museo nazionale della Casa Bonaparte

Durante la prima guerra mondiale l'occupazione del Belgio da parte delle truppe tedesche costrinse la coppia a rifugiarsi in Inghilterra, presso l'imperatrice Eugenia, vedova di Napoleone III. Qui portarono il loro aiuto con numerose opere di carità, soprattutto in favore dei soldati.
Alla morte di Vittorio Napoleone, avvenuta il 3 maggio 1926, gli succedette come Capo della Famiglia Imperiale il figlio Luigi Napoleone.
È inumato nella Cappella imperiale di Ajaccio.

## Discendenza

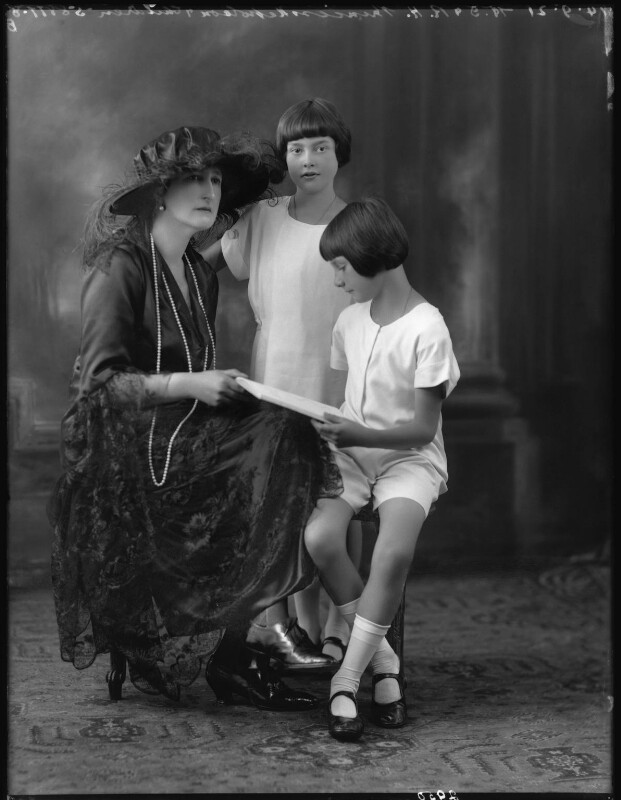
La principessa Clementina del Belgio fotografata con i figli

Il principe Vittorio e Clementina del Belgio ebbero due figli:
- Maria Clotilde Eugenia Alberta Letizia Geneviève, nata il 20 marzo 1912 e morta il 14 aprile 1996, sposò nel 1938 Serge de Witt (1891-1990);
- Luigi Girolamo Vittorio Napoleone, nato il 23 gennaio 1914 e morto il 3 maggio 1997, sposò nel 1949 Alix de Foresta (1926 – vivente), figlia del marchese Albéric de Foresta.

## Discendenza da Carlo Maria Buonaparte e Maria Letizia Ramolino
Carlo Maria Buonaparte (1746 - 1785) sposa Maria Letizia Ramolino (1750 - 1836)
```
       └──>
Giuseppe Bonaparte
 (
1768
 - 
1844
)
       └──>
Napoleone Bonaparte
 (
1769
 - 
1821
), 1º Imperatore dei 
Francesi

       └──>
Luciano Bonaparte
 (
1775
 - 
1840
)
       └──>
Elisa Bonaparte
 (
1777
 - 
1820
)
       └──>
Luigi Bonaparte
 (
1778
 - 
1846
)
       └──>
Paolina Bonaparte
 (
1780
 - 
1825
)
       └──>
Carolina Bonaparte
 (
1782
 - 
1839
)
       └──>
Girolamo Bonaparte
 (
1784
 - 
1860
) da 
Caterina di Württemberg
 (
1783
 - 
1835
):
            └──>
Matilde
 (
1820
 - 
1904
), sposò nel 
1840
 il principe di San Donato, Anatole Demidoff (1813 - 1870)
            └──>
Napoleone Giuseppe Carlo Paolo Bonaparte
 (
1822
 - 
1891
) sposò nel 
1859
 
Maria Clotilde di Savoia
 (
1843
 – 
1911
)
                └──>
Maria Letizia Bonaparte
, (1866 – 1926), principessa, sposò nel 
1888
 lo zio 
Amedeo di Savoia
 (1845 - 1890)
                └──>Napoleone Luigi Giuseppe Girolamo, (
1864
 - 
1932
), principe e generale russo
                └──>
Napoleone Vittorio Bonaparte
```

## Ascendenza
|                                     |                         |                                      | Genitori                                             |  |  | Nonni |  |  | Bisnonni               |  |  | Trisnonni                 |  |
|                                     |                         |                                      |                                                      |  |  |       |  |  | Carlo Maria Buonaparte |  |  | Giuseppe Maria Buonaparte |  |
|                                     |                         |                                      |                                                      |  |  |       |  |  | Carlo Maria Buonaparte |  |  | Giuseppe Maria Buonaparte |  |
|                                     |                         | Maria Saveria Paravicini             |                                                      |  |  |       |  |  | Carlo Maria Buonaparte |  |  |                           |  |
| Girolamo Bonaparte, Re di Vestfalia |                         |                                      |                                                      |  |  |       |  |  | Carlo Maria Buonaparte |  |  |                           |  |
|                                     |                         | Maria Letizia Ramolino               | Giovanni Geronimo Ramolino                           |  |  |       |  |  |                        |  |  |                           |  |
|                                     |                         | Maria Letizia Ramolino               | Giovanni Geronimo Ramolino                           |  |  |       |  |  |                        |  |  |                           |  |
|                                     |                         | Maria Letizia Ramolino               | Angela Maria Pietrasanta                             |  |  |       |  |  |                        |  |  |                           |  |
| Napoleone Giuseppe Bonaparte        |                         | Maria Letizia Ramolino               |                                                      |  |  |       |  |  |                        |  |  |                           |  |
|                                     |                         | Federico I di Württemberg            | Federico II Eugenio di Württemberg                   |  |  |       |  |  |                        |  |  |                           |  |
|                                     |                         | Federico I di Württemberg            | Federico II Eugenio di Württemberg                   |  |  |       |  |  |                        |  |  |                           |  |
|                                     |                         | Federico I di Württemberg            | Federica Dorotea di Brandeburgo-Schwedt              |  |  |       |  |  |                        |  |  |                           |  |
| Caterina di Württemberg             |                         | Federico I di Württemberg            |                                                      |  |  |       |  |  |                        |  |  |                           |  |
|                                     |                         | Augusta di Brunswick-Wolfenbüttel    | Carlo Guglielmo Ferdinando di Brunswick-Wolfenbüttel |  |  |       |  |  |                        |  |  |                           |  |
|                                     |                         | Augusta di Brunswick-Wolfenbüttel    | Carlo Guglielmo Ferdinando di Brunswick-Wolfenbüttel |  |  |       |  |  |                        |  |  |                           |  |
|                                     |                         | Augusta di Brunswick-Wolfenbüttel    | Augusta di Hannover                                  |  |  |       |  |  |                        |  |  |                           |  |
| Napoleone Vittorio Bonaparte        |                         | Augusta di Brunswick-Wolfenbüttel    |                                                      |  |  |       |  |  |                        |  |  |                           |  |
|                                     | Carlo Alberto di Savoia | Carlo Emanuele di Savoia-Carignano   |                                                      |  |  |       |  |  |                        |  |  |                           |  |
|                                     | Carlo Alberto di Savoia | Carlo Emanuele di Savoia-Carignano   |                                                      |  |  |       |  |  |                        |  |  |                           |  |
|                                     | Carlo Alberto di Savoia | Maria Cristina di Sassonia           |                                                      |  |  |       |  |  |                        |  |  |                           |  |
| Vittorio Emanuele II d'Italia       | Carlo Alberto di Savoia |                                      |                                                      |  |  |       |  |  |                        |  |  |                           |  |
|                                     |                         | Maria Teresa d'Asburgo-Lorena        | Ferdinando III di Toscana                            |  |  |       |  |  |                        |  |  |                           |  |
|                                     |                         | Maria Teresa d'Asburgo-Lorena        | Ferdinando III di Toscana                            |  |  |       |  |  |                        |  |  |                           |  |
|                                     |                         | Maria Teresa d'Asburgo-Lorena        | Luisa Maria Amalia di Borbone-Napoli                 |  |  |       |  |  |                        |  |  |                           |  |
| Maria Clotilde di Savoia            |                         | Maria Teresa d'Asburgo-Lorena        |                                                      |  |  |       |  |  |                        |  |  |                           |  |
|                                     |                         | Ranieri Giuseppe d'Asburgo-Lorena    | Leopoldo II d'Asburgo-Lorena                         |  |  |       |  |  |                        |  |  |                           |  |
|                                     |                         | Ranieri Giuseppe d'Asburgo-Lorena    | Leopoldo II d'Asburgo-Lorena                         |  |  |       |  |  |                        |  |  |                           |  |
|                                     |                         | Ranieri Giuseppe d'Asburgo-Lorena    | Maria Luisa di Borbone-Spagna                        |  |  |       |  |  |                        |  |  |                           |  |
| Maria Adelaide d'Asburgo-Lorena     |                         | Ranieri Giuseppe d'Asburgo-Lorena    |                                                      |  |  |       |  |  |                        |  |  |                           |  |
|                                     |                         | Maria Elisabetta di Savoia-Carignano | Carlo Emanuele di Savoia-Carignano                   |  |  |       |  |  |                        |  |  |                           |  |
|                                     |                         | Maria Elisabetta di Savoia-Carignano | Carlo Emanuele di Savoia-Carignano                   |  |  |       |  |  |                        |  |  |                           |  |
|                                     |                         | Maria Elisabetta di Savoia-Carignano | Maria Cristina di Sassonia                           |  |  |       |  |  |                        |  |  |                           |  |
|                                     |                         | Maria Elisabetta di Savoia-Carignano |                                                      |  |  |       |  |  |                        |  |  |                           |  |